# Sztruga
Sztruga (macedónul Струга, albánul: Strugë) város Észak-Macedónia nyugati részén, népszerű turista célpont az Ohridi-tó északkeleti partján, Sztruga község székhelye.

## Etimológiája
A név az óegyházi szláv nyelv sztruga szavából ered. Három elképzelés él a névről, melyek közül kettőt a helyi lakosok is magukévá tesznek. Az első teória a város földrajzi elhelyezkedéséből ered. Egy nyitott völgy lábánál helyezkedik el, szeles klímának kitéve, ez sugallta, hogy a neve a szláv струже ветер (fúj a szél) kifejezésből ered.

## Lakossága
Sztrugának 2002-ben 16 559 lakosa volt, melyből 8 901 macedón (53,75%), 5 293 albán (31,96%), 907 török (5,47%), 550 vlach (3,32%), 97 cigány, 72 szerb, 16 bosnyák, 723 egyéb.

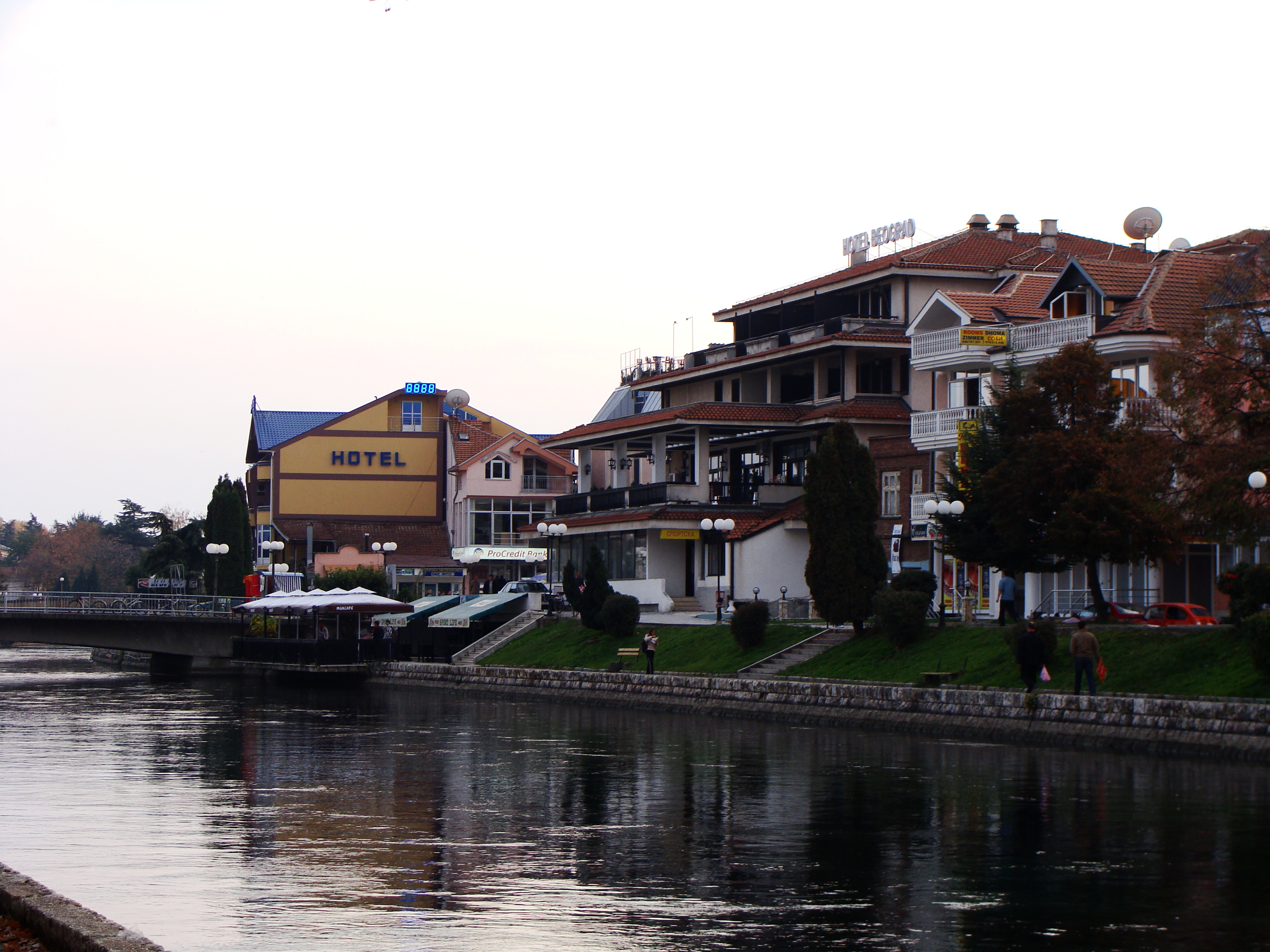
Struga, a Drin partja

## Fordítás
Ez a szócikk részben vagy egészben  a   Struga című angol Wikipédia-szócikk fordításán alapul.  Az eredeti cikk szerkesztőit annak laptörténete sorolja fel. Ez a jelzés csupán a megfogalmazás eredetét és a szerzői jogokat jelzi, nem szolgál a cikkben szereplő információk forrásmegjelöléseként.